# Emmanuel Lubezki
Emmanuel Lubezki Morgenstern  (Ciudad de México; 30 de noviembre de 1964) es un director, productor y fotógrafo mexicano que se dedica al cine. Estudió historia y cinematografía en la Universidad Nacional Autónoma de México (UNAM), más precisamente en el Centro Universitario de Estudios Cinematográficos, una de las más importantes escuelas de cine en su país.
En México, recibió el premio Ariel por su trabajo en la película Como agua para chocolate (1992). Los dos años siguientes continuó ganando el Ariel por su trabajo en las películas Miroslava y Ámbar. Le ha sido otorgado el premio Óscar en tres ocasiones, convirtiéndolo en el mexicano con mayor número de reconocimientos de la Academia, por su trabajo como director de fotografía en Gravity, Birdman o (la inesperada virtud de la ignorancia) y El renacido. Fue ocho veces nominado al Óscar por su trabajo en A Little Princess, Sleepy Hollow, The New World, Children of Men, The Tree of Life, Gravity, Birdman o (la inesperada virtud de la ignorancia) y El renacido. Lubezki ha trabajado con directores como Tim Burton, Michael Mann, Alejandro González Iñárritu, los hermanos Coen, Terrence Malick y Alfonso Cuarón, y Francis Ford Coppola.
Adicionalmente, ha ganado cuatro veces el premio "American Society of Cinematographers Award for Outstanding Achievement in Cinematography in Theatrical Releases" (ASC Award) y también ha ganado premios en Japón (Tokio International Film Festival por Como agua para chocolate), en  Cuba (Premio Coral por Miroslava) y el Reino Unido (BSFC por Sleepy Hollow en 1999).
Es primo del empresario mexicano-estadounidense Daniel Lubetzki. Vive en Estados Unidos desde 1995.

## Filmografía

### Como director de fotografía
- Amsterdam (2022)
- Song to Song (2017)
- El renacido (2015)
- Birdman o (la inesperada virtud de la ignorancia) (2014)
- Knight of Cups (2015)
- Gravity (2013)
- To the Wonder (2012)
- El árbol de la vida (2011)
- Burn After Reading (2008)
- To Each His Own Cinema; segmento: Anna (2007)
- Children of Men (2006)
- The New World (2005)
- Lemony Snicket's A Series of Unfortunate Events (Lemony Snickets: Una serie de eventos desafortunados) (2004)
- El asesinato de Richard Nixon (2004)
- The Cat in the Hat (El gato del sombrero) (2003)
- De Mesmer, con amor (o Té para dos) (2002)
- Ali (2001)
- Hearts in Atlantis (2001) (no aparece en los créditos)
- Y tu mamá también (2001)
- Things You Can Tell Just by Looking at Her (Cosas que puedes decir con sólo mirarla) (2000)
- Sleepy Hollow (La leyenda del Jinete sin cabeza) (1999)
- Meet Joe Black (¿Conoces a Joe Black?) (1998)
- Great Expectations (Grandes esperanzas) (1998)
- The Birdcage (La jaula de las locas) (1996)
- Un paseo por las nubes (A Walk in the Clouds) (1995)
- A Little Princess (La princesita) (1995)
- Ámbar (1994)
- Reality Bites (La dura realidad) (1994)
- The Harvest (1993)
- Twenty Bucks (1993)
- Miroslava (1993)
- Como agua para chocolate (1992)
- Sólo con tu pareja (1991)
- Bandidos (1991)
- El motel de la muerte (1990) (TV)
- La muchacha (1990)
- Los buzos diamantistas (1988)
- Será por eso que la quiero tanto (1985)

### Como productor
- El asesinato de Richard Nixon (2004, productor asociado)
- Camino largo a Tijuana (1991)
- Caifanes (1990) - cortometraje

### Como director
- Caifanes (1990) - cortometraje
- Thalia (1991) - Videoclip En la intimidad
- Gaby, una historia verdadera (1986) - ayudante de dirección
- Marlena en la pared (1986)
- Ejercicio de 2º año (1985)

## Premios y distinciones
Premios Óscar
| Año  | Categoría        | Película         | Resultado |
| ---- | ---------------- | ---------------- | --------- |
| 1996 | Mejor fotografía | La princesita    | Nominado´ |
| 2000 | Mejor fotografía | Sleepy Hollow    | Nominado  |
| 2006 | Mejor fotografía | El nuevo mundo   | Nominado  |
| 2007 | Mejor fotografía | Children of Men  | Nominado  |
| 2012 | Mejor fotografía | The Tree of Life | Nominado  |
| 2014 | Mejor fotografía | Gravity          | Ganador   |
| 2014 | Mejor fotografía | Birdman          | Ganador   |
| 2016 | Mejor fotografía | El renacido      | Ganador   |

Premios BAFTA
| Año  | Categoría        | Película        | Resultado |
| ---- | ---------------- | --------------- | --------- |
| 2015 | Mejor fotografía | El renacido     | Ganador   |
| 2014 | Mejor fotografía | Birdman         | Ganador   |
| 2013 | Mejor fotografía | Gravity         | Ganador   |
| 2006 | Mejor fotografía | Children of Men | Ganador   |

Premios de la American Society of Cinematographers
| Año  | Categoría                    | Película         | Resultado |
| ---- | ---------------------------- | ---------------- | --------- |
| 2015 | Mejor director de fotografía | El renacido      | Ganador   |
| 2014 | Mejor director de fotografía | Birdman          | Ganador   |
| 2013 | Mejor director de fotografía | Gravity          | Ganador   |
| 2011 | Mejor director de fotografía | The Tree of Life | Ganador   |
| 2006 | Mejor director de fotografía | Children of Men  | Ganador   |
| 2000 | Mejor director de fotografía | Sleepy Hollow    | Nominado  |

Critics' Choice Movie Awards
| Año  | Categoría                    | Película         | Resultado |
| ---- | ---------------------------- | ---------------- | --------- |
| 2015 | Mejor director de fotografía | El renacido      | Ganador   |
| 2014 | Mejor director de fotografía | Birdman          | Ganador   |
| 2013 | Mejor director de fotografía | Gravity          | Ganador   |
| 2011 | Mejor director de fotografía | The Tree of Life | Ganador   |

Festival Internacional de Cine de Venecia
| Año  | Categoría                           | Película             | Resultado |
| ---- | ----------------------------------- | -------------------- | --------- |
| 2006 | Premio Osella a la mejor fotografía | Hijos de los hombres | Ganador   |